# Preexponenciális tényező
A reakciókinetikában a preexponenciális tényező az Arrhenius-egyenlet exponenciális kifejezése előtt szereplő konstans, amely tapasztalati kapcsolatot jelent a hőmérséklet és a reakciósebességi állandó között. Rendszerint A-val jelölik, ha kísérletileg határozták meg, míg az ütközési frekvenciára jellemzően a Z jelölés használatos.
Elsőrendű reakció esetén mértékegysége s−1, ezért gyakran hívják frekvenciatényezőnek.
Az A frekvenciatényező értéke – ha minden koncentráció 1 mol/dm³ – attól függ, hogy a molekulák milyen gyakran ütköznek, és hogy ütközéskor megfelelő-e az orientációjuk.

## Fordítás
Ez a szócikk részben vagy egészben a Pre-exponential factor című angol Wikipédia-szócikk ezen változatának fordításán alapul.  Az eredeti cikk szerkesztőit annak laptörténete sorolja fel. Ez a jelzés csupán a megfogalmazás eredetét és a szerzői jogokat jelzi, nem szolgál a cikkben szereplő információk forrásmegjelöléseként.